# Sylvain Georges
Pour les articles homonymes, voir Georges.
Ne doit pas être confondu avec Sylvain George.
Sylvain Georges, né le 1er mai 1984 à Beaumont dans le Puy-de-Dôme, est un coureur cycliste français.

## Biographie

### Début et première expérience professionnelle
Sylvain Georges naît dans la banlieue clermontoise. Il débute en Ufolep avec le club de Condat-en-Combraille avant de courir en FFC notamment pour le Cercle Cycliste Mainsat Expert (Creuse), tout en accumulant les résultats. Il fréquente le pôle espoir du Limousin et décroche un BTS en commerce. En catégorie espoir, il est remarqué au plus haut niveau français. En effet en 2006, il termine troisième du championnat de France contre-la-montre espoir.
À la fin de cette même saison, il est sélectionné au championnat du monde espoir. La saison 2007 se passe moins bien : Sylvain Georges se blesse et ne peut défendre ses chances. À la fin de cette saison, il reçoit une offre de l'équipe chypriote A-Style-Somn. Comme l’explique Jean-Philippe Duracka : « Avec Sylvain Georges c'est un pari que je fais... ». 
Sylvain Georges commence sa carrière professionnelle en 2008 dans une équipe qui court avec une partie de l'équipe OTC Doors et un contingent de coureurs chypriotes qui ne semblent pas intéressés pour courir sur route, à l’exception de Vassílis Adámou et Georgios Fattas qui seront les seuls à poursuivre sur route en 2009. Sylvain Georges réalise vite que l'équipe manque de structure et que s'il veut trouver une équipe française il doit redescendre en amateurs. Il décide donc de ne pas renouveler son contrat malgré la fusion avec l'équipe NGC et décide de signer avec l'équipe du Creusot Cyclisme.

### Passage en DN1 et seconde expérience professionnelle
Début 2009, il rejoint le Creusot Cyclisme, club qui bien qu'amateur est nettement plus structuré que l'équipe A-Style. Il épaule le vice-champion olympique Jean-Christophe Péraud pendant la saison. Il signe un retour gagnant en remportant trois courses en février et six courses pendant le début de la saison. Il fait partie des hommes forts durant la majorité de la saison en brillant par son panache en remportant 12 victoires au total de la saison. Il remporte également le Tour de Maurice en écrasant la concurrence avec 4 victoires d'étapes.
La saison 2010 s'avère aussi bonne que la précédente. Il remporte d'entrée dans des conditions difficiles le Tour des Communes de la vallée du Bédat devant l'ex-professionnel Christophe Laurent. Il termine la saison à la onzième place du classement national de la Fédération française de cyclisme. Il est remarqué par Stéphane Javalet qui le recrute dans l'équipe BigMat-Auber 93. 
Durant toute cette période, Sylvain Georges a toujours conservé son emploi de vendeur automobile, même lorsqu'il était professionnel.
En août 2011, il est recruté pour les deux années suivantes par l'équipe française AG2R La Mondiale. En mai 2012, il remporte la plus belle victoire de sa carrière à l'occasion d'une étape de haute montagne du Tour de Californie où il s'échappe sur quasiment la totalité de l'étape et termine victorieux après 42 kilomètres en solitaire. Il lâche son dernier compagnon d'échappée Sebastian Salas au pied de la montée menant au Lac Big Bear, ayant à ce moment cinq minutes d'avance sur les poursuivants. Il traverse la ligne d'arrivée située à plus de 2 000 mètres d'altitude avec 28 secondes d'avance sur le peloton qu'il peut apercevoir en se retournant.
Au Tour d'Italie 2013, Sylvain Georges est contrôlé positif à un stimulant, l'heptaminol, le 10 mai lors de la 7e étape. Son équipe, AG2R, le suspend et il ne prend pas le départ de la 11e étape. Le 11 juin, à la suite de ce contrôle, il est licencié par son équipe. Disqualifié de ce Tour d'Italie et initialement suspendu six mois par la Fédération française de cyclisme, la sanction est contestée en appel par l'Union cycliste internationale (UCI). Cette dernière annonce, en juillet 2014, que la suspension du coureur est, finalement, de dix-huit mois. Cette suspension commence au 10 mai 2013 et se termine le 9 novembre 2014,. Dans sa sentence, le Tribunal arbitral du sport indique être « intimement convaincu(e) que M. Georges n’avait pas l’intention de tricher ou d’améliorer ses performances sportives en prenant le Ginkor Fort. Il est malheureux qu’il ait commis une telle faute, laquelle est venue entacher son bilan antidopage ».

### Le retour dans les pelotons cyclistes
Au mois d'octobre 2014, il annonce son retour dans les pelotons et son arrivée dans les rangs de l'équipe Pro Immo Nicolas Roux. En 2015 pour son retour à la compétition il remporte douze courses au cours de l'année. Il est notamment vainqueur d'une étape du Tour cycliste international de la Guadeloupe et du classement général du Tour d'Auvergne.
Il prend sa retraite sportive à la fin de la saison 2016.

## Palmarès
| - 2003 - Challenge des Granits de la Xaintrie - Prix de Bourbon-l'Archambault - 2004 - Champion du Limousin de cyclo-cross espoirs - Prix des Grands Villages - 2005 - Champion du Limousin sur route - Champion du Limousin sur route espoirs - Champion du Limousin du contre-la-montre espoirs - Prix de Beauchabrol - 2e étape de la Route Limousine - Grand Prix de la Trinité - 2006 - Souvenir Raymond Serrat - 2e étape des Boucles de Haute-Vienne - 3e du championnat de France du contre-la-montre espoirs - 2007 - Souvenir Jean-Guy Chamoux - 2009 - Championnat de Bourgogne du contre-la-montre - Souvenir Gianello-Vietto - Grand Prix de Peymeinade - Grand Prix de Vougy - Tour de Maurice : - Classement général - 1rea, 1reb (contre-la-montre), 2e et 3e étapes - 3e étape des Boucles de la Marne (contre-la-montre) - Circuit des Monts du Livradois - 1re étape du Circuit de Saône-et-Loire (contre-la-montre) - 2e du Circuit des Quatre Cantons - 2e du Circuit des Deux Provinces - 2e du Grand Prix de Villapourçon - 3e de Troyes-Dijon - 3e du Grand Prix Chantal Biya - 2010 - Circuit des Communes de la Vallée du Bédat - Troyes-Dijon - 4e étape du Tour de Franche-Comté - 3e étape du Circuit de Saône-et-Loire (contre-la-montre) - Contre-la-montre par équipes du Tour du Pays Roannais - 2e du Grand Prix du Pays d'Aix - 2e du Grand Prix de Villapourçon | - 2011 - Rhône-Alpes Isère Tour : - Classement général - 1re et 3e étapes - Grand Prix de Plumelec-Morbihan - 2e du Grand Prix d'ouverture La Marseillaise - 2012 - 6e étape du Tour de Californie - 2e du Tour du Doubs - 2013 - 2e de Paris-Camembert - 2015 - Circuit des Communes de la Vallée du Bédat - Châteauroux-Limoges - Grand Prix de Vougy - 2e étape du Tour du Jura - La Commentryenne - Prologue du Tour d'Eure-et-Loir - Classement général du Tour d'Auvergne - 8ea étape du Tour de Guadeloupe - 5e étape du Tour de Maurice - 4e étape du Tour Cycliste Antenne Réunion - 2e du Tour du Canton du Pays Dunois - 2e du Tour de Maurice - 3e de La Durtorccha - 2016 - Grand Prix de Vougy - 1re étape du Tour du Jura - 2e de La Durtorccha - 2e du Circuit de Saône-et-Loire - 2e du Grand Prix de la Trinité |  |

## Résultats sur les grands tours

### Tour d'Italie
1 participation
- 2013 : non-partant (11e étape)

## Classements mondiaux
| Année           | 2005  | 2006 | 2007 | 2008  | 2009 | 2010 | 2011 | 2012 | 2013 | 2014 | 2015 |
| --------------- | ----- | ---- | ---- | ----- | ---- | ---- | ---- | ---- | ---- | ---- | ---- |
| UCI World Tour  |       |      |      |       |      |      |      | nc   | nc   |      |      |
| UCI Africa Tour |       |      |      |       |      | 63e  |      |      |      |      |      |
| UCI Europe Tour | 1059e | 829e | 890e | 1077e | nc   | 708e | 40e  |      |      |      | 923e |